# Alexandrine Charlotte de Rohan-Chabot
Alexandrine-Charlotte de Rohan-Chabot, dite Rosalie, née le 3 octobre 1763 et décédée le 8 décembre 1839, est une épistolière française. Fille de Louis-Antoine de Rohan-Chabot et d'Élisabeth-Louise de La Rochefoucauld, mariée avec son oncle Louis Alexandre de La Rochefoucauld, elle fut à la veille de la Révolution française la maîtresse de William Short, ambassadeur des États-Unis en France et « fils adopté » de Thomas Jefferson.

## Biographie
Membre de l'aristocratie durant la Révolution française, Alexandrine de Rohan-Chabot est témoin de la violence de la Terreur, avec l'assassinat de son mari et l'exécution de son frère[Qui ?]. Veuve en 1792, elle se remarie avec Boniface de Castellane (1758-1837) en 1810.

## Relation épistolaire
La relation amoureuse de William et Rosalie est rapportée par des centaines de lettres qui documentent les douleurs de la séparation des amoureux et leur frustration imposée par les normes sociales de l'époque. De même, leurs écrits de dévotion réciproque sont particulièrement poétiques et émouvants. Leurs lettres d'amour sont une contribution littéraire authentique et offrent des idées personnelles délicieuses dans une ère turbulente de l'histoire du monde.